# ワシントン焼き討ち
ワシントン焼き討ち（ワシントンやきうち、英: Burning of Washington）は、米英戦争終盤の1814年8月、イギリス軍がアメリカ合衆国の首都ワシントンD.C.を攻撃したものである。8月24日のブラーデンスバーグの戦いでイギリス軍が勝利した後、ロバート・ロス少将が指揮する軍隊がワシントン市を軍事占領し、ホワイトハウスやアメリカ合衆国議会議事堂など多くの政府関係の建造物に火を点けた。イギリス軍指揮官は公的な建物のみを焼くように命じ、軍隊内の規律を厳しく保たせたことで、民間の建造物は保護されることになった。
アメリカ合衆国の歴史を通じて、ホワイトハウスやワシントンD.C.を焼いた国はイギリスのみであり、アメリカ独立戦争以降、外国がアメリカ合衆国の首都を占領した唯一の例となった。

## 攻撃の理由
1814年4月、ナポレオン・ボナパルトの敗北と追放に続いて、イギリスはアメリカ合衆国との戦争につぎ込む兵士と艦船を集めることが可能になった。イギリスの陸軍・植民地大臣バサースト伯爵は、バミューダ諸島に軍隊を派遣した。米英戦争を通じて、そこからアメリカ海岸を封鎖したり、海岸の島を占領したりしていた。当初はアメリカ合衆国政府がカナダに対して作戦展開するのを止めさせるために、これらの軍隊を使うつもりだった。1814年初期、海軍中将アレクサンダー・コクラン卿がイギリス海軍の北アメリカ・西インド艦隊の総司令官に指名されていた。コクランは既にバージニア州やニューオーリンズに攻撃を掛けることでアメリカ合衆国に対する戦争遂行の作戦を持っていた。
海軍中将ジョージ・コックバーンが前年からチェサピーク湾の戦隊を指揮していた。6月25日、コックバーンはコクランに宛てて手紙を書き、その地域の防衛力が弱く、主要都市の幾つかは攻撃に対する耐性が無いと強調していた。コクランはボルチモア、ワシントンおよびフィラデルフィアに対する攻撃を提案した。7月17日、コックバーンはワシントンが比較的攻撃も容易であり、「大きな政治的効果が生まれる可能性がある」ので、ワシントンを標的にすることを推奨した。
イギリス軍がアメリカ合衆国の町や都市を攻撃する動機として、その年5月にアメリカ軍が「エリー湖北岸の民間資産を理不尽に破壊したこと」に対する報復という意味合いもあった。その最たるものがポートドーバーに対する襲撃だった。1814年6月2日、カナダの軍政府長官ジョージ・プレボスト卿が、バミューダのベイリーズベイにいた海軍本部のコクランに宛てて手紙を書き、アメリカが非戦闘員の市民と民間資産にたいして略奪行為を行ったことに対する報復を要求した。当時そのような行為は戦時国際法に違背すると考えられていた。7月18日、コクランはコックバーンに対し、「敵が同様な暴虐を繰り返すことを阻止し、...攻撃できると判断できる町や地区を破壊し荒らすよう求められ指示される」と告げる命令を発した。コクランは「アメリカ合衆国の武装していない住人の生命は単に見逃すことになる」とも伝えていた。

## ワシントン侵攻

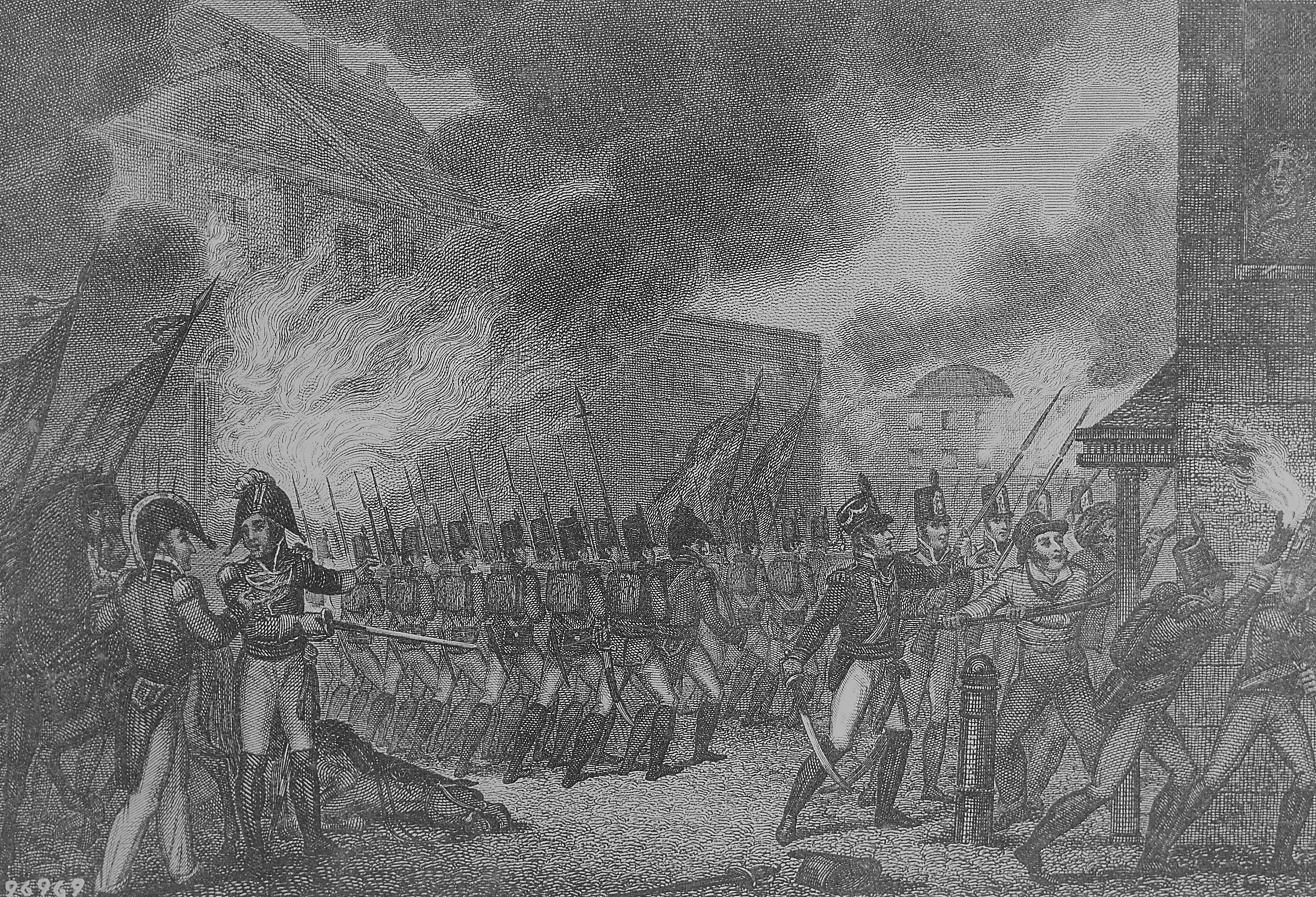
『ワシントン市占領』、ポール・ド・ラパン＝ソイラスによる『イングランドの歴史』の版画

ロバート・ロス少将が指揮する2,500名の部隊が、戦列艦HMSロイヤルオーク、3隻のフリゲート艦、3隻のスループ艦、その他10隻の船舶でバミューダに到着した。
イギリス海軍と陸軍の合同部隊はパタクセント川を遡り、川の南岸にあり見張り拠点と民兵の兵舎に使われていたプランテーション、「ザ・プレーンズ」からメリーランド州の民兵を排除した。この「ザ・プレーンズ」でのイギリス海軍と陸軍の合同部隊の行動は、1814年8月19日に予定されるイギリス軍上陸に対して、メリーランド州の民兵による抵抗を無力化する動きの一部だった。イギリス軍士官が上陸して、民間資産を破壊すると脅した。その脅迫が功を奏して、地元メリーランド州民兵が侵略に対抗するのを躊躇わせることになった。メリーランド州民兵が退却した農園はおそらくチェスリーの丘陵だった。
既にコックバーンとロスの指揮下にあったイギリス海兵隊は、アメリカの抵抗を無力化した後、8月19日にメリーランド州ベネディクトで上陸した。その部隊は8月24日のブラーデンスバーグの戦いで、アメリカ海軍のチェサピーク湾戦隊、アメリカ海兵隊の分遣隊および経験の無い民兵隊を潰走させた。
この戦闘の直後にイギリス軍はキャピトル・ヒルまで前衛部隊を派遣した。ロス少将は条件を整えるために休戦の旗の下に部隊を派遣したが、メリーランド・アベニュー、コンスティチューション・アベニュー、2番通り北東の角にある家屋からゲリラの攻撃を受けた。これはイギリス軍が市内で遭遇した唯一の抵抗だった。その家屋が燃やされ、イギリス軍はワシントン市の上にユニオンフラッグを掲げた。
アメリカ合衆国上院と下院を収容する建物、すなわちアメリカ合衆国議会議事堂は、中央のロタンダの建設がまだ始まっていなかった。ここに火が付けられた。議会図書館のある建物内部が破壊されたが、壁が厚くハリケーンがもたらした滝のような雨が降ったために、外面は保たれたままだった。後にトマス・ジェファーソンは、議会図書館の蔵書を補うために6,000巻以上の私蔵図書を政府に販売した。
ジェームズ・マディソン大統領と政府の軍関係閣僚は、イギリス軍の攻撃の後で市内から逃亡した。その夜はモンゴメリー郡の小さな町ブルックビルで隠れ家を見つけた。そこがアメリカ合衆国に1日首都と呼ばれるようになった。ジェームズ・マディソン大統領は、ブルックビルに住み働くクエーカー教徒ケイレブ・ベントリーの家でその夜を過ごした。ベントリーの家はマディソンの家屋と呼ばれ、現在も建っている。

## ホワイトハウス

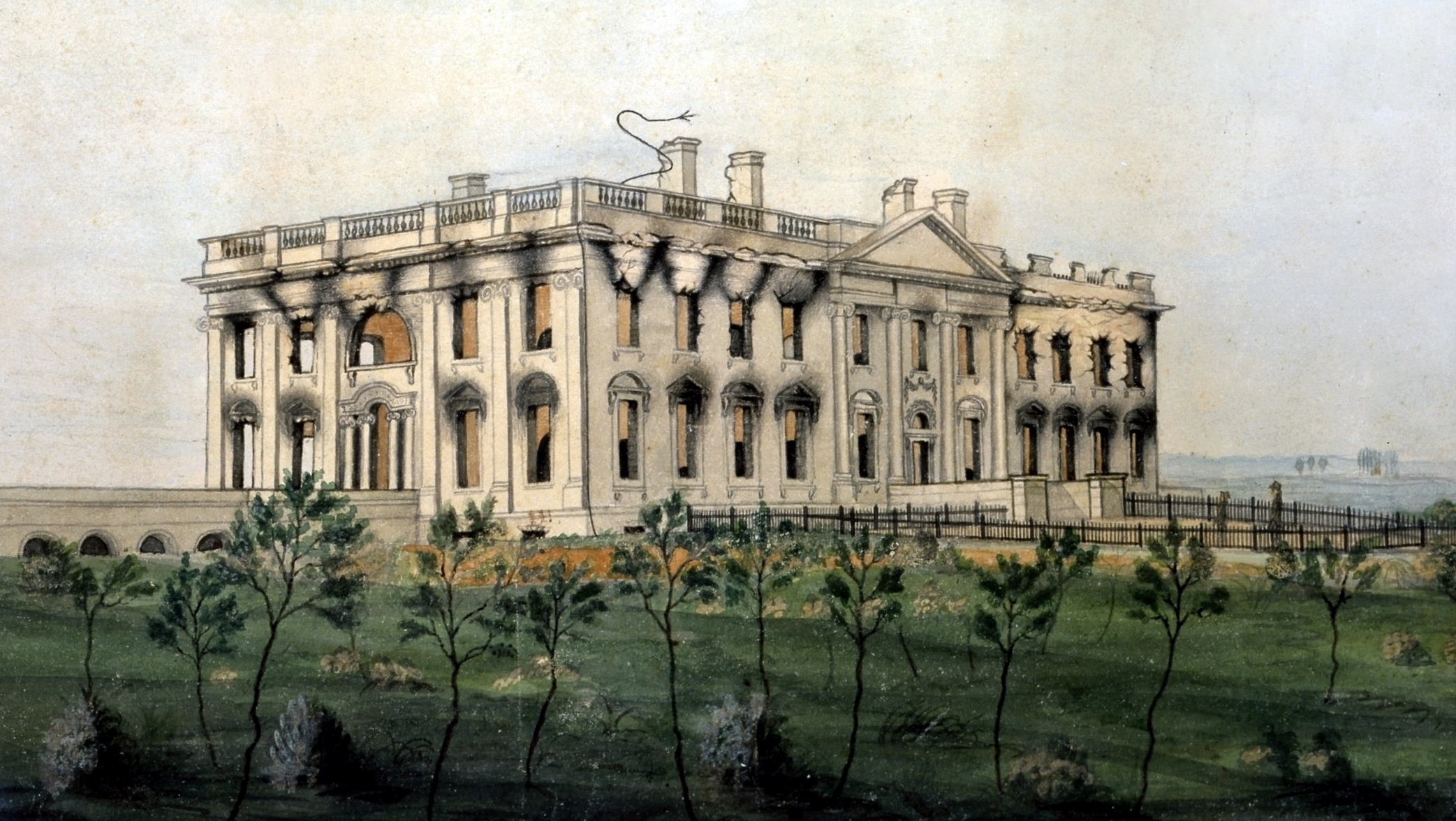
1814年8月24日焼き討ち後のホワイトハウス廃墟。ジョージ・マンガーによる水彩画、ホワイトハウス蔵

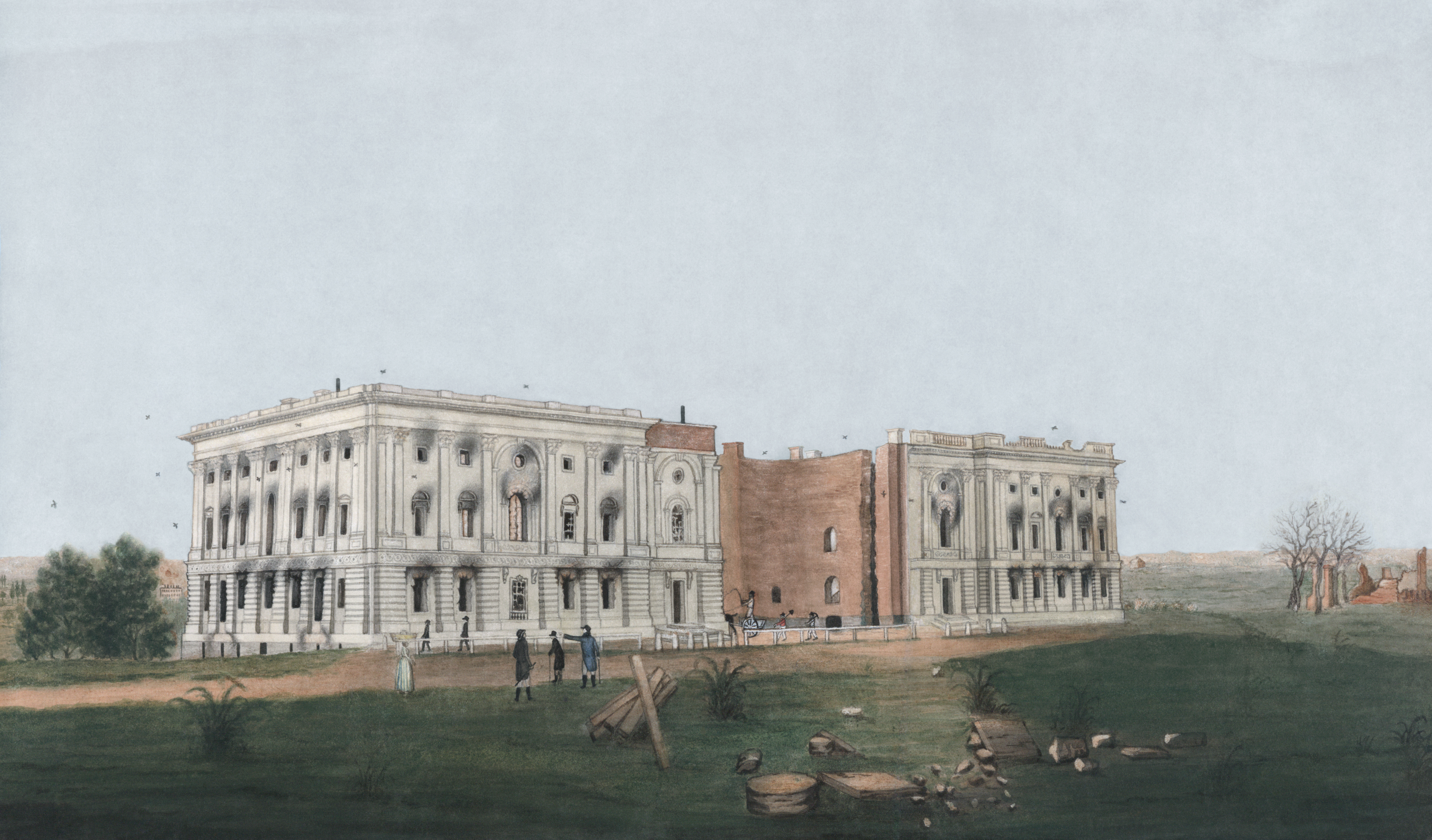
焼き討ち後のアメリカ合衆国議会議事堂。水彩画を修復

イギリス軍はペンシルベニア・アベニューを北西に曲がってホワイトハウスに向かった。アメリカ政府の役人が逃げ出した後、ファーストレディのドリー・マディソンが後の残って奴隷たちとスタッフをまとめ、イギリス軍から価値ある品を救おうとした。そのような振る舞いは、新聞が粉飾したとしても彼女の人気を増すことになった。
ジェームズ・マディソンの個人的な従僕で奴隷のポール・ジェニングスは、この時15歳で、現場の証人になった。後に未亡人のドリー・マディソンから自由を購った後、1865年に自伝を出版した。最初の場面はホワイトハウスの次の様な記述である。
既に印刷物でしばしば言われているが、マディソン夫人はホワイトハウスを脱出するときに、ワシントンの肖像画を額縁から切り取って（現在ホワイトハウスの客室の1つにある）持ち出したとされている。しかし彼女にそんな時間は無かった。その絵を降ろすには梯子が必要だったろう。彼女が持ち出したのはハンドバッグに入れた銀器であり、イギリス軍は直ぐそこまで来ていると考えられ、いつ入って来てもおかしくない状態だった。

ジェニングスは、その絵を救って持ち出した人々について次の様に語っている。
ジョン・スセ（ジャン＝ピエール・シウサー、フランス人、当時ドアキーパー、まだ生きている）と大統領の庭師マグロー（マックグロー）がその絵を降ろして、荷車に積み、大きな銀の壺など急いで持ち出すことのできた貴重品を積んだ。イギリス軍がまさに到着したとき、彼らは私が大統領のパーティのために準備していた食事を平らげ、ワインを飲んだ。

イギリス兵は大統領の家を燃やし、翌日まで燃え続けるよう、その夜に燃料を加えた。煙がボルチモアやパタクセント川でも見えたと報告されている
2009年、バラク・オバマ大統領が、ホワイトハウスのギルバート・ステュアートの絵画など貴重品を救ったとされる奴隷の代表としてジェニングスを称える儀式を開いた。「ジェニングスの多くの子孫がワシントンに来てホワイトハウスを訪問した。貴重な時間を使ってその先祖が救った絵画を眺めることができた。」ナショナル・パブリック・ラジオとのインタビューで、ジェニングスの3代目の子孫ヒュー・アレクサンダーは「我々は絵画の前に家族の肖像画を持ってくることができた。それは私にとっては一番のポイントである」と語った。彼は、ジェニングスが後年に未亡人のドリー・マディソンから自由を購ったことを確認した。

## ワシントン市の他の資産

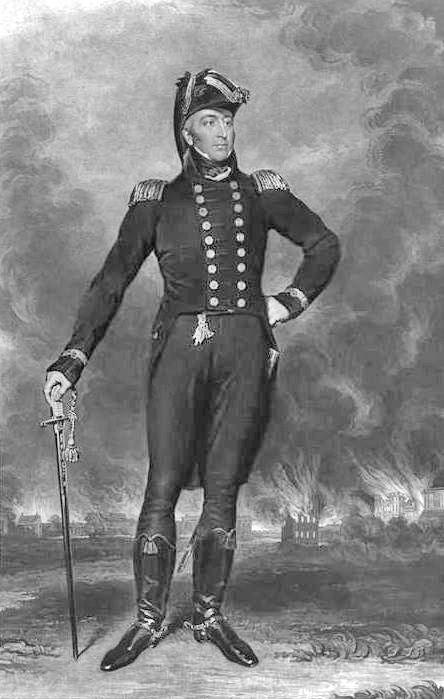
ジョージ・コックバーン海軍中将、背景は燃えるワシントン市

ホワイトハウスを破壊した次の日、コックバーン海軍中将はワシントン市の新聞「ナショナル・インテリゲンサー」の建物を燃やすつもりでその中に入った。しかし、そこを燃やせば近くの家まで延焼すると恐れた数人の女性が、そうしないよう説得した。コックバーンは新聞社の記者が自分のことを否定的に書き、「悪漢」と決めつけていたので、新聞社を破壊したいと思った。コックバーンはその建物を燃やす代わりに、レンガの1片まで破壊し尽くすよう兵士に命じた。「やつらが私の名前をいたずらすることのないよう」活字の「C」をすべて破壊させた。
イギリス軍はアメリカ合衆国財務省など公的な建物も燃やした。初代アメリカ特許庁ビルは、アメリカ合衆国議会議事堂の建築家であり、当時は特許の監督官だったウィリアム・ソーントンの努力で救われた。ソーントンはそれを保存するためにイギリス軍の協力を獲得できた。この恐ろしい攻撃の煙が晴れたとき、ワシントンで無傷のまま残っていた政府の建物は特許庁だけだった。
アメリカ人は、トーマス・ジェファーソンが設立した歴史あるワシントン海軍工廠から、物資や弾薬を取られないように、自らその大半を燃やしていた。さらに完成が近かった大砲44門のフリゲート艦USSコロンビアや、大砲18門のUSSアーガスも燃やしていた。海軍工廠のラトローブ・ゲート、兵舎AとBは破壊を免れた。アメリカ海兵隊の兵舎と指揮官宿舎も破壊を免れた。海兵隊の伝説ではブラーデンスバーグの戦いでの海兵隊の行動に対する、イギリス軍の尊敬の念による破壊免除だったとされている。
8月25日午後、ロス少将はグリーンリーフのポイントにある砦を確保するために200名の兵士を派遣した。この砦はマクネア砦と呼ばれ既にアメリカ兵が破壊していたが、150樽の火薬が残っていた。イギリス兵がそれらの樽を井戸に落として破壊しようとしている時に、火薬が引火した。この爆発で30名程が死に、他にも多くが重傷を負った。
攻撃が始まってから1日経っていないときに、突然の雷雨が火事の大半を消した。竜巻も1つ起こって首都の中心を通過し、大砲2門を持ち上げ、数ヤード向こうに落としたので、イギリス兵やアメリカ市民を殺した。この嵐によってイギリス兵をその船に戻らせたが、船の多くも損傷を受けていた。ワシントンの占領は僅か26時間のことだった。イギリス海軍はこの攻撃の間に、1名が戦死し、6名が負傷したと報告したが、その戦死者と負傷者3名は植民地海兵隊の者だった。
ロスの部隊がワシントンを去っている間に、別のイギリス軍部隊がポトマック川の南岸にあるバージニア州アレクサンドリアを占領した。アレクサンドリア市長はイギリス軍と取引して、町を燃やされないように計らった。
マディソン大統領は9月1日にワシントンに戻り、その日に市民に対してコロンビア特別区を守るよう宣言を発した。アメリカ合衆国議会が戻って、9月19日に特別会期を招集した。議事堂やその他政府の建物が破壊されていたので、最初は郵便特許庁ビルで集まることになった。

## 焼き討ちの後
当時のアメリカ人観察者、特に反戦の連邦党系新聞が無用な野蛮行為として公的建築物の破壊を非難した。イギリス大衆の多くはワシントンの議事堂やその他政府の建物を燃やしたことで衝撃を受けた。そのような行動をヨーロッパ大陸の指導者の多くが非難した。「ジ・アニュアル・レジスター」に拠れば、焼き討ちが「イギリスの品位に重い批判をもたらしたのであり」、反体制議員サミュエル・ホワイトブレッドなど議員に幾らかが批判する側に回った。
イギリス世論の大半は、この焼き討ちがアメリカ合衆国の軍隊がカナダで行った略奪の後だけに正当化されると考えた。さらにアメリカ合衆国は侵略者であり、宣戦布告し、戦争を始めたとも言っていた。評論家は1813年初期にアッパー・カナダ植民地の首都ヨークで、アメリカ軍が議会の建物など公的建造物を破壊したことへの報復として、ワシントンに与えた損傷を見ていた。ジョージ・プレボスト卿は「まさに返礼として、誇るべきワシントンの首都が同じような運命を経験した」と記していた。ヨークの牧師だったジョン・ストラチャン牧師はそこでのアメリカ軍の行動を目撃しており、トーマス・ジェファーソンに宛てて、ワシントンの損傷が「カナダにおけるアメリカ軍によって行われた公的な建物だけでなく民間の資産まで焼き討ち、損壊したことへの救済が拒否された後では、小さな報復である」と書き送った。
イギリス軍が最終的にバミューダに戻ったとき、公的建物の1つで見つけた国王ジョージ3世とその妻シャーロット・ソフィア王妃の肖像画2枚を持ち帰っていた。この時からバミューダ議会にその肖像画が飾られることになった。

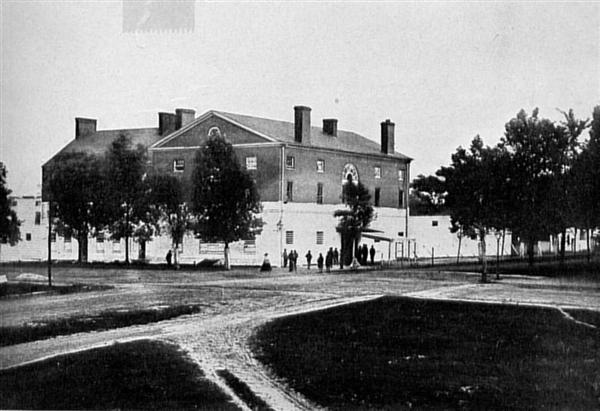
南北戦争の間に監獄として使われた昔のレンガ造り議事堂

## ワシントンの再建
ホワイトハウスと議会議事堂の厚い砂岩の壁は、煙と炎の跡が付いただけで、生き残った。議会の中では、特に北部州の議員がメイソン＝ディクソン線の北側の都市に首都を移そうという動きが起こった。フィラデルフィアが直ぐに暫定首都となるべく声を揚げ、またジョージタウンでは市長のトマス・コーコランがジョージタウン大学を、一時的な議会の開催場所として提案した。最終的に首都を移す法案は議会で否決され、ワシントンが首都のままとなった。
ワシントンの事業家は、将来に首都を移転させる圧力が出てくることを恐れ、古いレンガ造り議事堂の建設費を手当てし、議事堂が1815年から1819年まで建設されている間は、そこで議会が開催された。マディソン大統領はその残り期間にオクタゴンハウスを住居とした。ホワイトハウスの再建は1815年初期に始まり、ジェームズ・モンロー大統領が1817年に就任した時に完成した。
これから207年後の2021年1月6日、共和党から2020年アメリカ合衆国大統領選挙に出馬したが落選した第45代大統領のドナルド・トランプの支持者らが議事堂を占拠した。議事堂が攻撃を受けるのはこれに続いて2度目であり、トランプ大統領は事件を扇動したとして弾劾裁判を受けたが無罪判決を受けた。なおトランプ大統領はアメリカ史上初の2回弾劾裁判を受けた大統領である。

### 原註
1. ↑   Brief History of the United States Patent Office from its foundation—1790 to 1886—with an outline of laws, growth, publications, office routine, etc.. Washington, D.C.: R. Beresford, Printer. (1886).  オリジナルの2012年4月15日時点におけるアーカイブ。 2011年12月16日閲覧。 It is written that a loaded cannon was aimed at the Patent Office to destroy it. Thornton "put himself before the gun, and in a frenzy of excitement exclaimed: 'Are you Englishmen or only Goths and Vandals? This is the Patent Office, a depository of the ingenuity of the American nation, in which the whole civilized world is interested. Would you destroy it? If so, fire away, and let the charge pass through my body.' The effect is said to have been magical upon the soldiers, and to have saved the Patent Office from destruction."

## 関連文献
- Latimer, Jon. 1812: War with America, Cambridge, MA: Harvard University Press, 2007. ISBN 0-674-02584-9
- Martin, John. "The British Are Coming: Historian Anthony Pitch Describes Washington Ablaze," LC Information Bulletin, September 1998
- Pack, A. James. The Man Who Burned The White House, Annapolis: Naval Institute Press, 1987. ISBN 0-87021-420-9
- Phelan, Mary Kay. The Burning of Washington: August 1814, Ty Crowell Co, 1975. ISBN 0-690-00486-9
- Pitch, Anthony S. The Burning of Washington, White House History Magazine, Fall 1998
- Pitch, Anthony S. The Burning of Washington, Annapolis: Naval Institute Press, 2000. ISBN 1-55750-425-3
- Siegel, Robert Descendant Of White House Slave Shares Legacy NPR, August 24, 2009.
- Whitehorne, Joseph A. The Battle for Baltimore: 1814 (1997)
- Listing by surname of Royal Marines (2nd Battn, 3rd Battn, Colonial Marines) paid prize money for participating in the attack on Washington